# Arroyo (Arroyo)
Arroyo es un barrio-pueblo ubicado en el municipio de Arroyo en el estado libre asociado de Puerto Rico. En el Censo de 2010 tenía una población de 1206 habitantes y una densidad poblacional de 1.225,37 personas por km².

## Geografía
Arroyo se encuentra ubicado en las coordenadas 17°57′47″N 66°3′46″O / 17.96306, -66.06278. Según la Oficina del Censo de los Estados Unidos, Arroyo tiene una superficie total de 0.98 km², de la cual 0.54 km² corresponden a tierra firme y (45.53%) 0.45 km² es agua.

## Demografía
Según el censo de 2010, había 1206 personas residiendo en Arroyo. La densidad de población era de 1.225,37 hab./km². De los 1206 habitantes, Arroyo estaba compuesto por el 56.97% blancos, el 26.45% eran afroamericanos, el 4.06% eran amerindios, el 0.25% eran asiáticos, el 0.17% eran isleños del Pacífico, el 9.2% eran de otras razas y el 2.9% pertenecían a dos o más razas. Del total de la población el 98.92% eran hispanos o latinos de cualquier raza.